# Cinambo
Cinambo is een bestuurslaag in het regentschap Majalengka van de provincie West-Java, Indonesië. Cinambo telt 1780 inwoners (volkstelling 2010).